# Fort George (Trinidad)
Fort George ist ein ehemaliges britisches Fort in der trinidadischen Hauptstadt Port of Spain, das heute als Museum dient.

## Geschichte
Anfang 1803 begann die britische Kolonialverwaltung unter Gouverneur Sir Thomas Hislop damit, die Verteidigung Trinidads gegen potenzielle Angriffe auszubauen. Als Standpunkt wurde zunächst der nordwestlich der Hauptstadt gelegene Inselteil Chaguaramas ausgewählt. Dort wurde auf der Halbinsel Point Gourde mit dem Aufbau eines Infanteriepostens und in der Chaguaramas Bay mit dem Aufbau einer Marinebasis begonnen. Ende 1803 änderte Hislop seine Meinung und favorisierte für einen Ausbau nun den heutigen Standort des Forts, an dem sich bereits mehrere Kanonen befanden, die den Golf von Paria vor Port of Spain abdeckten. Da die Finanzierung solcher Bauvorhaben der britischen Krone oblag und nebst Hislop mehrere Institutionen in solchen Fragen mitzureden hatten, kam es zu einem Streit zwischen Hislop und dem Kommandeur der britischen Westindien-Streitkräfte in Barbados, Generalleutnant William Myers, der sich übergangen fühlte und den Weiterbau von Point Gourde anordnete. Hislop widersetzte sich dem, schaltete die britische Regierung ein, für die ein Staatssekretär erfolglos zu vermitteln suchte, und setzte sich letztendlich durch, indem er hohe Würdenträger Trinidads auf eine diplomatische Mission zu Myers schickte, der schließlich nachgab.
Der Ort, an dem das Fort entstand, hieß ursprünglich La Vigie (deutsch: Ausguck), benannt von im Rahmen der 1783 erlassenen Cedula de populacion zugelassenen französischen Siedlern. 1805 wurde an diesem strategisch günstigen Ort unter Hislop das Fort erbaut, damals noch unter dem Namen Fort Vigie, um die Inselhauptstadt Port of Spain gegen Seeangriffe zu verteidigen. Der Bau erfolgte durch afrikanische Sklaven unter Leitung von Jonas Mohammed Bath, dem Anführer der lokalen Mandinka-Gemeinschaft und angeblichen Sultan von Yulliallhad Alimant. Wenig später erfolgte eine Umbenennung zu Ehren des damaligen britischen Königs Georg III. Obwohl Trinidad in Folge häufig Angriffen ausgesetzt war und obwohl Fort George das ältere Fort San Andres ablöste, da es die Verteidigungsfähigkeit von Port of Spain erhöhen sollte, wurde aus den Kanonen des Forts nie ein Schuss abgefeuert. 1846 endete die militärische Nutzung.
1883 wurde auf dem Gelände des Forts ein Haus im viktorianischen Stil erbaut, das als Signalstation diente. Vom Gebäude aus wurden Flaggensignale von der westlich gelegenen North Post Wireless Station empfangen und an das Hafenmeister-Quartier im südöstlich gelegenen Port of Spain weitergeleitet. Inhalt der Flaggensignale waren Schiffsbewegungen im Karibischen Meer, die von der North Post Wireless Station aus beobachtet werden konnten. Gestaltet und erbaut wurde die Signalstation von Kofi Nti, Sohn des Ashanti-Königs Kofi Calcali, der nach dem dritten Aschanti-Krieg nach Trinidad gelangt war.
Die Restaurierung des Forts begann 1965. Das Leuchtfeuer-Haus wurde dabei in ein Museum umgewandelt, das die Geschichte des Forts darstellt. Mehrere Kanonen aus dem frühen 19. Jahrhundert sind erhalten. Auf Grund seiner exponierten Lage bildet das Fort einen touristischen Aussichtspunkt, von dem aus man Port of Spain, den dahinter liegenden Caroni Swamp sowie die nördlichen Vororte Port of Spains und die Chaguaramas vorgelagerten Inseln erblicken kann.

## Aufbau

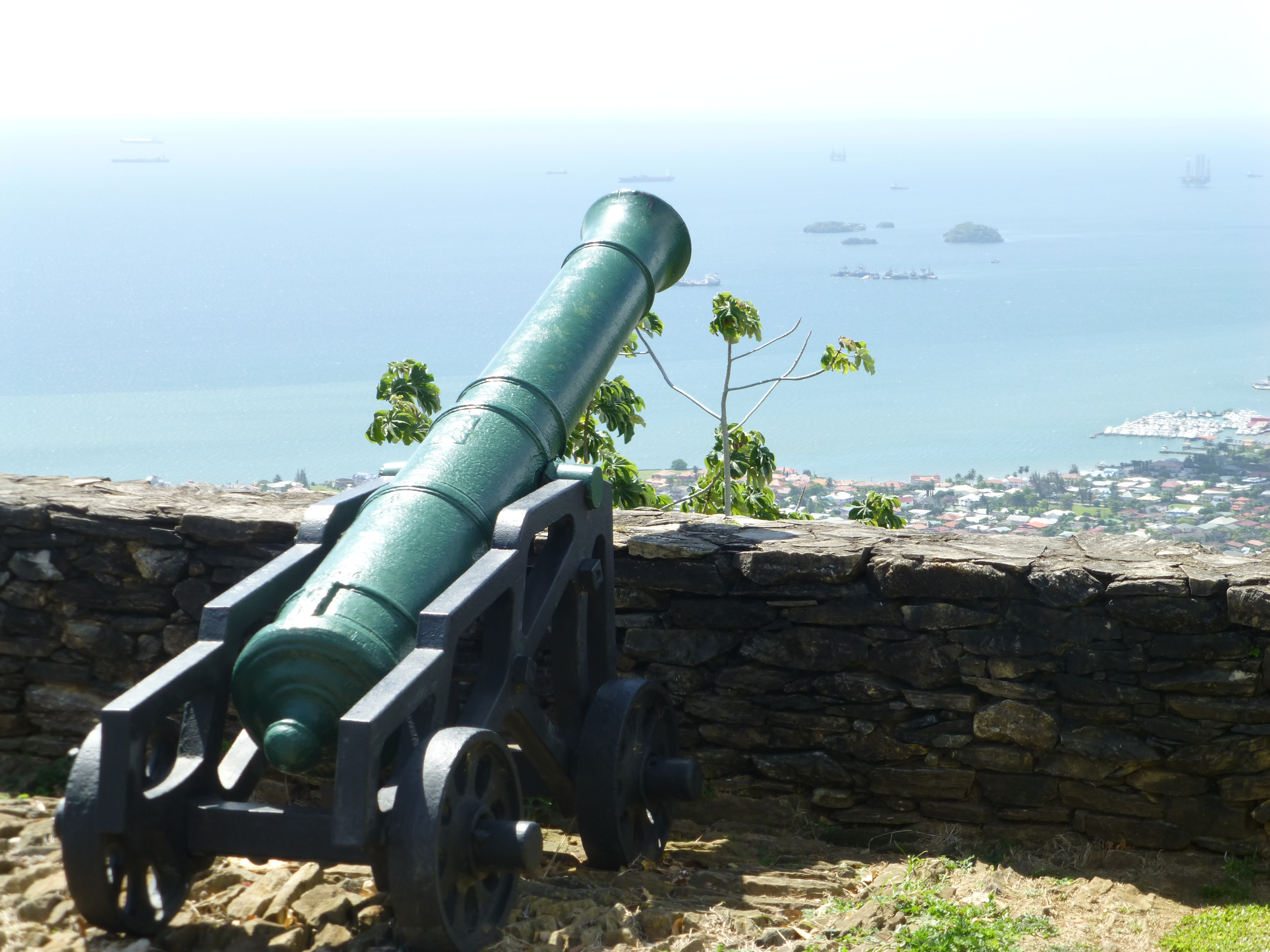
Kanonen überblicken den Golf von Paria

Zu Hislops Zeiten wurde das Fort durch fünf außerhalb der Anlage befindliche Geschützgruppen flankiert: Unterhalb des Forts befanden sich die Geschützgruppen York, Princess Charlotte, Abercromby (die als erste errichtet wurde) und Cambridge, oberhalb des Forts die Geschützgruppe Cumberland. Im Inneren der Anlage befindet sich eine Gefängniszelle, die aus einem in den Hügel gegrabenen, quaderförmigen Raum besteht, dessen Eingang mit einem Gitter aus alten Gewehrläufen versperrt ist. Trotz der Anlage als Gefängnis wurde in dieser Zelle nie jemand gefangen gehalten, stattdessen diente sie Kaufleuten und Plantagenbesitzern als Aufbewahrungsort für Wertsachen in unruhigen Zeiten.

## Rezeption
Die lokalen Medien berichten regelmäßig über Fort George, aber meist im Zusammenhang mit Eigentumsdelikten, die sich rund um das innerhalb Port of Spains relativ abgelegene Gelände häufiger ereignen. Das Fort wird ob seiner Bedeutung und exponierten Lage aber auch als Ort für Veranstaltungen mit historischer Konnotation genutzt und seine Bedeutung für das Verteidigungswesens Trinidads im frühen 19. Jahrhundert in den Medien aufgezeigt.